# Ctenomys juris
El tuco-tuco jujeño (Ctenomys juris) es una especie de roedor de la familia Ctenomyidae endémica de Argentina. Se localiza en un pequeño reducto en el sureste de la provincia de Jujuy, a 500 metros de altitud.